# 唐桑小原木インターチェンジ
唐桑小原木インターチェンジ（からくわこはらぎインターチェンジ）は、宮城県気仙沼市唐桑町館にある三陸沿岸道路のインターチェンジ (IC) である。仙台方面のみ利用できるハーフインターチェンジ。

## 歴史
2010年（平成22年）12月19日、唐桑道路の開通と同時に供用。開通当初は一般的なICではなく、国道45号と直接接続する信号機ありの平面交差点であり、名前もつけられていなかった。その後2011年（平成23年）7月、東日本大震災からの復興事業として三陸道全線を事業化するにあたって、当該部は改築の上で、仙台方面のみ出入り可能なICとして整備されることとなり、同年11月に唐桑高田道路として事業化された。2019年（平成31年）2月21日、当ICの名称が仮称「唐桑北IC」から「唐桑小原木IC」に正式決定したことが発表され、唐桑小原木IC - 陸前高田長部IC間は同年3月21日に開通した。

## 道路

### 本線
- E45 三陸沿岸道路（29番）

### 接続している道路
- 国道45号

## 隣
E45 三陸沿岸道路
(27) 気仙沼鹿折IC - (28) 唐桑半島IC -  (29) 唐桑小原木IC - (30) 陸前高田長部IC
- 当ICから宮古方面は利用できない。